# Équipe de Serbie féminine de football
Cet article traite de l'équipe féminine. Pour l'équipe masculine, voir Équipe de Serbie de football.
Maillots
L'équipe de Serbie féminine de football est l'équipe nationale qui représente la Serbie dans les compétitions majeures de football féminin : la Coupe du monde, les Jeux olympiques et le Championnat d’Europe.

## Classement FIFA
| Année              | 2006 | 2007 | 2008 | 2009 | 2010 | 2011 | 2012 | 2013 | 2014 | 2015 | 2016 | 2017 | 2018 | 2019 | 2020 | 2021 | 2022 | 2023 |
| ------------------ | ---- | ---- | ---- | ---- | ---- | ---- | ---- | ---- | ---- | ---- | ---- | ---- | ---- | ---- | ---- | ---- | ---- | ---- |
| Classement mondial | 30   | 32   | 34   | 38   | 45   | 44   | 44   | 44   | 43   | 45   | 43   | 44   | 42   | 41   | 40   | 40   | 36   | 36   |

## Parcours dans les compétitions internationales
La sélection serbe n’a pris part à aucune grande compétition internationale.

### Parcours en Coupe du monde
| Édition | Performance   | J | V | N | D | BP | BC |
| ------- | ------------- | - | - | - | - | -- | -- |
| 1991    | Non qualifiée | - | - | - | - | -  | -  |
| 1995    | Non qualifiée | - | - | - | - | -  | -  |
| 1999    | Non qualifiée | - | - | - | - | -  | -  |
| 2003    | Non qualifiée | - | - | - | - | -  | -  |
| 2007    | Non qualifiée | - | - | - | - | -  | -  |
| 2011    | Non qualifiée | - | - | - | - | -  | -  |
| 2015    | Non qualifiée | - | - | - | - | -  | -  |
| 2019    | Non qualifiée | - | - | - | - | -  | -  |
| 2023    | Non qualifiée | - | - | - | - | -  | -  |
| 2027    | À venir       | - | - | - | - | -  | -  |
| Total   | 1/9           | 3 | 0 | 1 | 2 | 1  | 3  |

### Parcours en Championnats d'Europe
| Édition | Performance   | J | V | N | D | BP | BC |
| ------- | ------------- | - | - | - | - | -- | -- |
| 1984    | Non qualifiée | - | - | - | - | -  | -  |
| 1987    | Non qualifiée | - | - | - | - | -  | -  |
| 1989    | Non qualifiée | - | - | - | - | -  | -  |
| 1991    | Non qualifiée | - | - | - | - | -  | -  |
| 1993    | Non qualifiée | - | - | - | - | -  | -  |
| 1995    | Non qualifiée | - | - | - | - | -  | -  |
| / 1997  | Non qualifiée | - | - | - | - | -  | -  |
| 2001    | Non qualifiée | - | - | - | - | -  | -  |
| 2005    | Non qualifiée | - | - | - | - | -  | -  |
| 2009    | Non qualifiée | - | - | - | - | -  | -  |
| 2013    | Non qualifiée | - | - | - | - | -  | -  |
| 2017    | Non qualifiée | - | - | - | - | -  | -  |
| 2021    | Non qualifiée | - | - | - | - | -  | -  |
| 2025    | Non qualifiée | - | - | - | - | -  | -  |
| Total   | 0/12          | 0 | 0 | 0 | 0 | 0  | 0  |